# Lionel Logue
Lionel George Logue (Adelaide, 26 febbraio 1880 – Londra, 12 aprile 1953) è stato uno scienziato e logopedista australiano. 
Fu insignito del titolo di commendatore dell'Ordine reale vittoriano (CVO), e divenne noto per aver trattato la balbuzie del re britannico Giorgio VI.

## Biografia
Lionel Logue nacque ad Adelaide il 26 febbraio 1880, da George Edward Logue e Lavinia Rankin, maggiore di quattro fratelli. Dal 1889 al 1896 studiò al Prince Alfred College e nel 1902 diventò segretario ed assistente del suo docente di elocuzione, Edward Reeves, e, nel frattempo, studia all'Elder Conservatorium of Music. Successivamente lavorò a Kalgoorlie (Australia occidentale) in una miniera d'oro.

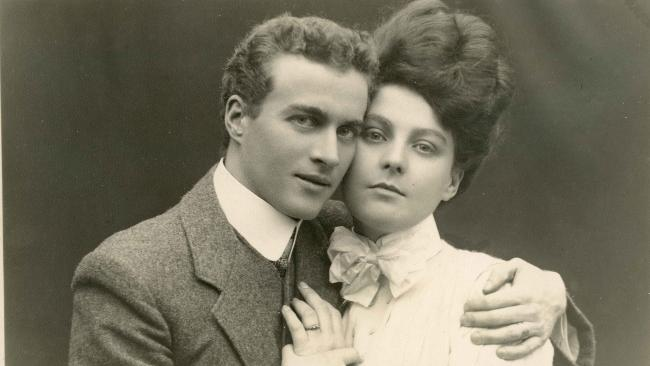
Lionel Logue e Myrtle Gruenert a Perth nel 1906

Il 20 marzo 1907 sposò la ventunenne Myrtle Gruenert a Perth, città nella quale insegnò tecniche per parlare in pubblico e collaborò con le associazioni Young Men's Christian Association, lo Scotch College ed il Perth Technical School. Dal matrimonio nasceranno tre figli. Nel 1911 intraprese un giro per il mondo; durante la prima guerra mondiale applicò le tecniche messe a punto ai reduci vittime dello shock bellico, in una terapia che univa humour, comprensione e perseveranza.
Nel 1924 si trasferì a Londra con la famiglia e aprì uno studio per il trattamento delle disfunzioni del linguaggio al numero 146 di Harley Street. Tra i suoi pazienti vi fu il duca di York, futuro re Giorgio VI, di cui Logue trattò la balbuzie e a cui permise di affrontare il discorso di apertura del Parlamento australiano a Canberra nel 1927 senza balbettare. L'amicizia fra Logue e re Giorgio proseguì negli anni, e nel 1937 Logue venne insignito del titolo di membro dell'Ordine reale vittoriano (MVO); successivamente, nel 1943, verrà elevato al titolo di commendatore (CVO).
Logue era solito utilizzare il denaro pagato dai pazienti abbienti per sostenere le cure dei pazienti che non erano in grado di pagare. Nel 1935 fu tra i fondatori della British Society of Speech Therapists, nel 1944 del College of Speech Therapists. Dopo la perdita della moglie, fece vita molto ritirata e morì il 12 aprile 1953 a Londra. Il suo corpo venne cremato.

## Nella cultura di massa
Il film Il discorso del re (The King's Speech), diretto da Tom Hooper nel 2010, è ispirato proprio alla sua esperienza come logopedista per re Giorgio VI. Nella pellicola, Logue è interpretato da Geoffrey Rush, affiancato da Colin Firth e Helena Bonham Carter nei panni del re e della regina consorte. Il film prende spunto dal libro che Mark, il nipote di Logue, scrisse con Peter Conradi: Il discorso del re: come un uomo salvò la monarchia britannica, nel quale è raccontata la relazione tra Logue e il duca di York, che inaspettatamente diventerà il re britannico.